# Programación lineal paramétrica
Programación lineal paramétrica, el análisis de sensibilidad requiere el cambio de un parámetro a la vez en el modelo original para examinar su efecto sobre la solución óptima. Por el contrario, la programación lineal paramétrica (o programación paramétrica en forma más corta) se refiere al estudio sistemático de los cambios en la solución óptima cuando cambia el valor de muchos parámetros al mismo tiempo, dentro de un intervalo. Este estudio proporciona una extensión muy útil al análisis de sensibilidad; por ejemplo, se puede verificar el efecto de cambios simultáneos en parámetros "correlacionados", causados por factores exógenos tales como el estado de la economía. sin embargo, una aplicación más importante es la investigación de los trueques entre los valores de los parámetros. por ejemplo, si los valores de cj representan la ganancia unitaria de las actividades respectivas, es posible aumentar el valor de alguna cj a costa de disminuir el de otras mediante un intercambio apropiado de personal y equipo entre las actividades. De manera parecida, si los valores de bi representan las cantidades disponibles de los respectivos recursos, es imposible aumentar alguna bi si se está de acuerdo en disminuir algunas otras.

En algunos casos, el propósito del estudio es determinar el trueque más apropiado entre dos factores básicos como costos y beneficios. la forma usual de hacerlo es expresar uno de estos factores en funciónobjetivo (como minimizar el costo total) e incorporar el otro a las restricciones (por ejemplo, beneficio >= nivel mínimo aceptable).

La técnica algorítmica para programación lineal paramétrica es una extensión natural del análisis de sensibilidad, por lo que también está basada en el método simplex.